# Rosafläckig fruktduva
Rosafläckig fruktduva (Ptilinopus perlatus) är en fågel i familjen duvor inom ordningen duvfåglar.

## Utseende och läte
Rosafläckig fruktduva känns igen på gulgrön hjässa med ett vitt band från näbben och bak runt nacken, orangebrunt bröst och tydliga rosa fläckar på de mörkgröna vingarna, därav namnet. Den liknar östliga underarten av praktfruktduva, men saknar den röda kilen på skuldran och har grön stjärtspets. Lätet är ett långsamt och stigande hoande eller serier med kortare "woop" som först accelererar och sedan faller av.

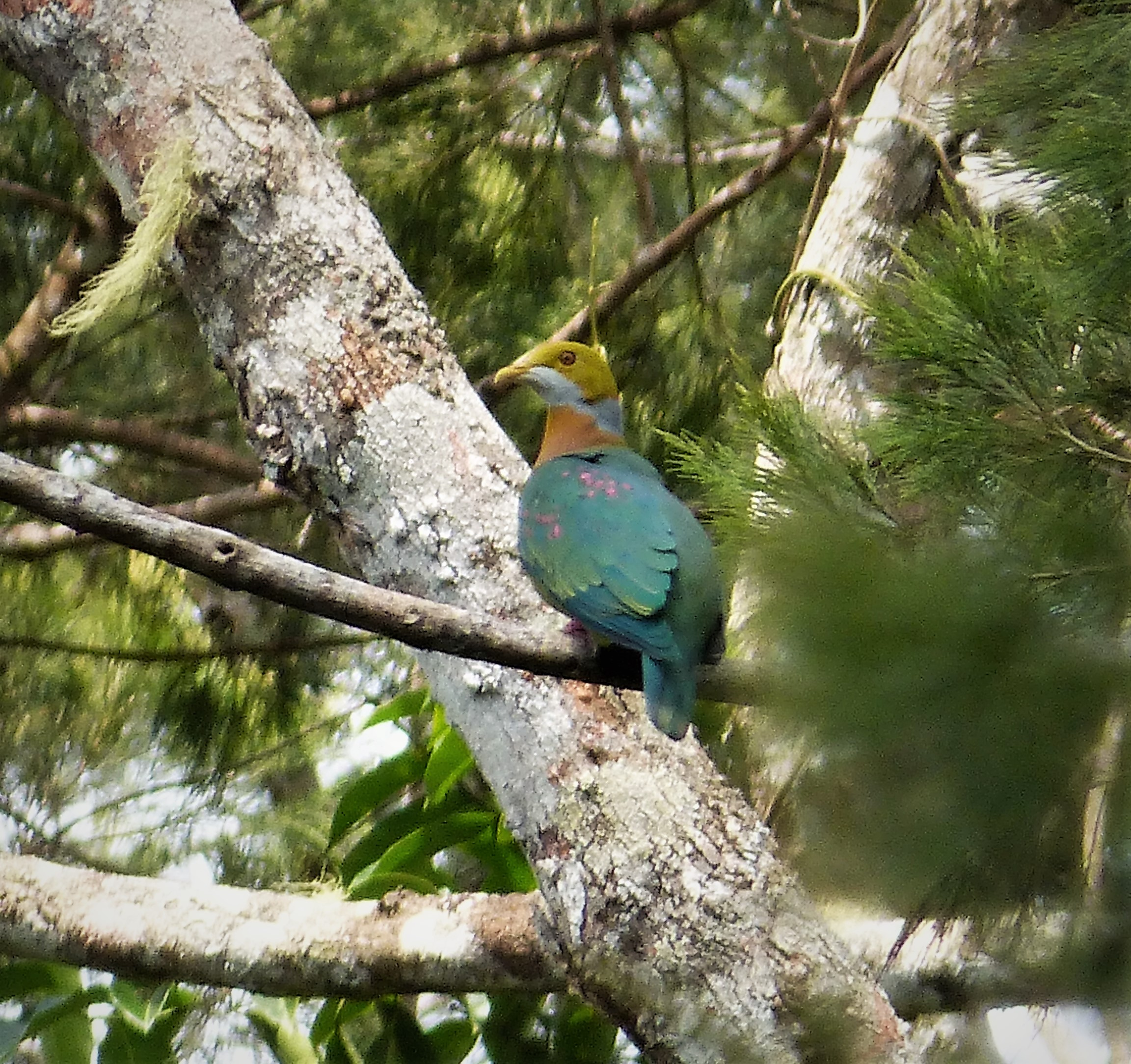

## Utbredning och systematik
Rosafläckig fruktduva delas in i tre underarter med följande utbredning:
- Ptilinopus perlatus perlatus – förekommer i Västpapua, på nordvästra Nya Guinea och Yapen
- Ptilinopus perlatus plumbeicollis – förekommer på nordöstra Nya Guinea (östra Sepik-Ramu-floddalen till Huonviken)
- Ptilinopus perlatus zonurus – förekommer i Aruöarna, på södra Nya Guinea och i D'Entrecasteaux-öarna

## Levnadssätt
Rosafläckig fruktduva hittas i skog i låglänta områden och förberg, även där den är påverkad av människan. Individer ses samlas vid fruktbärande fikonträd.

## Status och hot
Arten har ett stort utbredningsområde, men tros minska i antal, dock inte tillräckligt kraftigt för att den ska betraktas som hotad. Internationella naturvårdsunionen IUCN listar arten som livskraftig (LC).

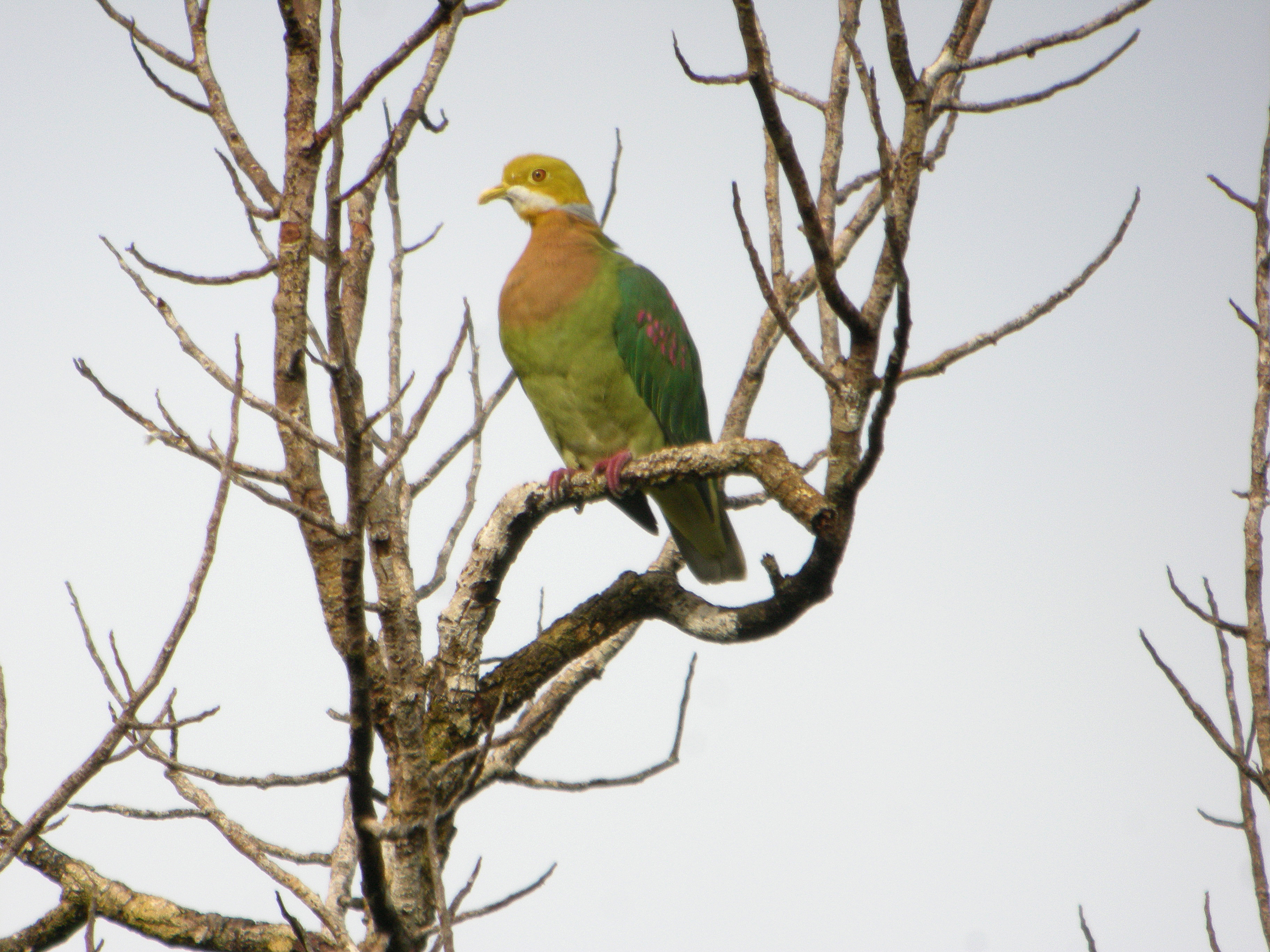